# Втрати 42-ї окремої механізованої бригади
У статті описано деталі загибелі бійців 42 окремої механізованої бригади.

## Поіменний перелік

### 2023
- 29 травня 2023 — Юрій Чубай, старший солдат, навідник танкового батальйону. 1977 р.н. Помер перебуваючи на військовій службі.[1]
- 19 червня 2023 — Трохимчук Павло, головний сержант механізованого взводу. 1968 р.н. Загинув на Луганщині.[2]
- 19 червня 2023 — Чобанюк Тарас. 14 грудня 1973, с. Струпків. Загинув у Серебрянському лісі.[3]

- 16 липня 2023 — Бобик Микола Віталійович, солдат, такелажник евакуаційного відділення. 1967 р.н. Помер у Дніпропетровській обласній клінічній лікарні ім. Мечнікова.[4]
- 17 липня 2023 - Волиняк Андрій Ярославович, 38 років. Солдат, водій, радіо-телефоніст стрілецької роти. Загинув в районі смт. Ямпіль Донецької області[5].
- 21 липня 2023 — Шнайдер Володимир, сержант, старший навідник гранатомета протитанкового взводу. 1968 р.н. Помер перебуваючи на військовій службі.[6]
- 23 липня 2023 — Мельник Олександр Олегович. 24 січня 1996, м. Ромни. Загинув в районі населеного пункту Григорівка Донецької області.[7]
- 25 липня 2023 — Михалюк Олександр Володимирович, солдат, навідник механізованого відділення. 1975 р.н. Загинув поблизу населеного пункту Серебрянка, Донецької області.[8]
- 8 листопада 2023 — Самуляк Роман. 7 липня 1974, м. Коломия.[9]
- 9 листопада 2023 — Іванов Андрій («Тихий»). 1 жовтня 1978, м. Волочиськ. Загинув поблизу села Кліщіївка.[10]
- 12 листопада 2023 — Максим'як Василь. 52 роки, м. Борислав Дрогобицького району. Загинув поблизу Кліщіївки.[11]
- 14 листопада 2023 — Равлінко Іван. 12 квітня 1989, м. Львів. Загинув на території Донецької області.[12]
- 27 листопада 2023 - Кондришин Ярослав Володимирович, 38 років. Солдат, заступник командира бойової машини – навідник оператор, Загинув в районі н.п. Кліщіївка Бахмутського району Донецької області[13].
- 18 грудня 2023 - Княжев Юрій Анатолійович, 47 років. Солдат, вогнеметник. Помер у реанімації в госпіталі внаслідок поранення[14].
- 31 грудня 2023 - Марків Ярослав Олегович, 34 роки. Лейтенант, командир танкового взводу. Загинув  року поблизу н.п. Калинівка Донецької області[15].

### 2024
- 26 січня 2024 — Миколайчик Ігор Романович. 1976 р.н. Загинув на Донецькому напрямку.[16]
- 3 лютого 2024 — Німий Віктор. с. Нагірне Рахівської громади. Загинув поблизу м. Часів Яр Донецької області.[17]
- 12 лютого 2024 — Незвещук Вячеслав. 48 років, с. Подвірне.[18]
- 23 лютого 2024 — Діус Ростислав, 19 березня 1992, м. Мукачево, солдат.[19]
- 5 травня 2024 — Паховчишин Василь. с. Гуманець Хирівської громади.[20]
- 17 травня 2024 — Довбняк Ігор. 7 лютого 1992, м. Івано-Франківськ. Загинув у селі Глибоке Липецької громади.[21]
- 19 травня 2024 — Стецишин Василь Іванович, командир інженерно-саперного відділення. 5 лютого 1990.[22]
- 24 травня 2024 — Данильчик Василь Іванович («Іспанець»). 3.09.1991, с. Хлібичин. Загинув в районі населеного пункту Рогань.[23]
- 25 травня 2024 — Чак Ігор Петрович. 1972, м. Шацьк. Загинув від підриву на мінно-вибуховому пристрої.[24]
- 31 травня 2024 — Єфіменко Леонід. 2.09.1972, м. Львів.[25]
- 22 червня 2024 — Горбковий Андрій. 4.10.1977, с. Відники Львівської області.[26]
- ?? червня 2024 - Юрій Мартинюк, 20.11. 1982, солдат. Вважався зниклим безвісти. Лише у лютому 2025 року тіло захисника вдалося ідентифікувати за допомогою ДНК-експертизи[27].
- 5 липня 2024 — Чорноморець Влад («Чорномор»). 2000, м. Дніпро. Загинув на Харківщині внаслідок мінометного обстрілу.[28]
- 7 липня 2024 — Креденець Аркадій. м. Підволочиськ. Загинув на Харківщині.[29]
- 10 липня 2024 — Грицків Богдан. 29.04.1989, м. Львів.[30]
- 13 липня 2024 — Фецак Тарас. 15.03.1977, м. Львів.[31]
- 26 липня 2024 - Михайло Шепеть, 56 років. Сержант, командир бойової машини-командир механізованого відділення механізованого взводу механізованої роти. Загинув під час виконання бойового завдання, отримавши поранення, несумісні з життям, внаслідок підриву на НВП, біля населеного пункту Стариця на Харківщині[32].
- 30 серпня 2024 — Петришин Ігор.1975, с. Хом'яківка. Помер у селі Хом'яківка Тисменицької громади на Івано-Франківщині під час відпустки.[33]
- 17 вересня 2024 — Лукаш В'ячеслав. 1980, Волинь. Загинув під час мінометного обстрілу в Донецькій області поблизу Торецька.[34]
- 21 жовтня 2024 - Марцинюк Ярослав Володимирович, 47 років. Солдат, старший водій гранатометник автомобільного відділення мінометного взводу мінометної батареї механізованого батальйону. Загинув в селі Стариця Чугуївського району Харківської області під час виконання бойового завдання[35].
- 10 листопада 2024  - Євгеній Санін, 15.11. 1981, с. Любимівка Каховського району. Загинув  під час виконання бойового завдання біля села Стариця на Харківщині[36].

### 2025
- 17 лютого 2025 — Керніцький Степан. 9.01.1981, м. Львів.[37]
- 1 березня 2025 — Дмитрик Олег. 19.11.1971, м. Львів.[38]
- 9 березня 2025 - Василь Тарадай, 14.01. 1971, с. і Червоний острів Хмельницької області. 22 січня 2025 отримав важкі поранення голови біля села Стариця Чугуївського району Харківської області. В стані коми помер у відділенні реанімації Тернопільської обласної лікарні[39].
- 9 квітня 2025 — Чернов Дмитро Вікторович, солдат. Загинув в Харківській області.[40]
- 21 червня 2025 - Антон Кибу, 28 років, командир 2-го медичного відділення медичного пункту. Помер під час служби на Харківщині через кардіоміопатію, гострий розлад кровообігу[41].
- 26 липня 2025 - Іван Макуцький, 67 років. Отримав множинні поранення 14 липня 2025 року під час виконання бойового завдання поблизу населеного пункту Кутьківка Харківської області. Помер  у КНП «Київська обласна клінічна лікарня».